# Aspèth
Aspèth (en francès Aspet) és un municipi gascó de Comenge, situat al departament de l'Alta Garona i a la regió d'Occitània.